# Open de Bulgarie de tennis de table
L'Open de Bulgarie ITTF est une étape du Pro-tour de tennis de table organisée par la fédération internationale de tennis de table. La compétition se déroule à Panagyurichté (Bulgarie).

## Palmarès

### Open ITTF
| année | simple messieurs   | double messieurs                | simple dames    | double dames              | double mixte          | U21 messieurs | U21 dames       |
| ----- | ------------------ | ------------------------------- | --------------- | ------------------------- | --------------------- | ------------- | --------------- |
| 2015  | Kim Dong-hyun      | Kim Dong-hyun Cho Eon-rae       | Kasumi Ishikawa | Jeon Ji-hee Yang Ha-eun   |                       |               |                 |
| 2016  | Tomas Konecny      | Alexey Liventsov Mikhail Paykov | Yuka Ishigaki   | Misaki Morizono Miyu Kato |                       |               |                 |
| 2017  | Dimitrij Ovtcharov | Jin Ueda Maharu Yoshimura       | Kasumi Ishikawa | Mima Ito Kasumi Ishikawa  |                       | Mizuki Oikawa | Mizuki Morizono |
| 2018  | Xu Xin             | Ma Long Xu Xin                  | Ding Ning       | Kasumi Ishikawa Mima Ito  |                       | Lin Yun-ju    | Wang Yidi       |
| 2019  | Tomokazu Harimoto  | Lee Sang-su Jung Young-sik      | Chen Xingtong   | Gu Yuting/Mu Zi           | Jun Mizutani Mima Ito |               |                 |

### Tournois Feeder series
| Année & Lieu       | Simple messieurs | Double messieurs            | Simple dames  | Double dames                   | Double mixte           |
| ------------------ | ---------------- | --------------------------- | ------------- | ------------------------------ | ---------------------- |
| 2022 Panagyurishte | Zhou Qihao       | Cao Wei Xu Haidong          | Chen Xingtong | Charlotte Lutz Prithika Pavade | Xu Haidong Wu Yangchen |
| 2023 Panagyurishte | Simon Gauzy      | Antoine Hachard Anders Lind | He Zhuojia    | He Zhuojia Han Feier           | Zhou Kai He Zhuojia    |
| 2024 Panagyurishte | Anders Lind      | Sun Wen Xu Haidong          | Satsuki Ōdō   | Honoka Hashimoto Hitomi Sato   | Xue Fei Han Feier      |